# Notochthiphila triseta
Notochthiphila triseta är en tvåvingeart som beskrevs av Tanasijtshuk 1996. Notochthiphila triseta ingår i släktet Notochthiphila och familjen markflugor. Inga underarter finns listade i Catalogue of Life.